# Düsseldorfer Turn- und Sportverein Fortuna 1895 2004-2005
Questa voce raccoglie le informazioni riguardanti il Düsseldorfer Turn- und Sportverein Fortuna 1895 nelle competizioni ufficiali della stagione 2004-2005.

## Stagione
Nella stagione 2004-2005 il Fortuna Düsseldorf, allenato da Massimo Morales e Uwe Weidemann, concluse il campionato di Regionalliga nord all'8º posto. In Coppa di Germania il Fortuna Düsseldorf fu eliminato al primo turno dal Bochum.

## Rosa
| N. |                      | Ruolo | Calciatore         |
| -- | -------------------- | ----- | ------------------ |
| 1  | Germania (bandiera)  | P     | Carsten Nulle      |
| 2  | Germania (bandiera)  | D     | Gerrit Bürk        |
| 3  | Nigeria (bandiera)   | D     | Augustine Fregene  |
| 4  | Germania (bandiera)  | D     | Dirk Böcker        |
| 5  | Argentina (bandiera) | D     | Víctor Lorenzón    |
| 6  | Danimarca (bandiera) | C     | Nicolaj Hust       |
| 7  | Germania (bandiera)  | C     | Thomas Hoersen     |
| 8  | Germania (bandiera)  | C     | Markus Lösch       |
| 9  | Germania (bandiera)  | A     | Frank Mayer        |
| 11 | Germania (bandiera)  | A     | Gustav Policella   |
| 12 | Germania (bandiera)  | C     | Ben Abelski        |
| 13 | Germania (bandiera)  | C     | Axel Bellinghausen |
| 14 | Germania (bandiera)  | C     | Tim Kruse          |
| 15 | Giappone (bandiera)  | A     | Sanshiro Matsumoto |
| 16 | Germania (bandiera)  | D     | Julius Steegmann   |

| N. |                      | Ruolo | Calciatore        |
| -- | -------------------- | ----- | ----------------- |
| 17 | Germania (bandiera)  | C     | Andreas Lambertz  |
| 18 | Argentina (bandiera) | D     | Victor Bocchio    |
| 19 | Croazia (bandiera)   | A     | Ivan Pusic        |
| 20 | Germania (bandiera)  | A     | Marcel Podszus    |
| 21 | Camerun (bandiera)   | C     | Marcel Ndjeng     |
| 22 | Germania (bandiera)  | P     | Patrick Deuß      |
| 23 | Francia (bandiera)   | D     | Laurent Guthleber |
| 24 | Polonia (bandiera)   | C     | Lukas Marzok      |
| 25 | Argentina (bandiera) | C     | Mariano Pasini    |
| 26 | Argentina (bandiera) | A     | Walter Otta       |
| 27 | Croazia (bandiera)   | D     | Mile Božić        |
| 28 | Turchia (bandiera)   | D     | Hamza Çakır       |
| 29 | Turchia (bandiera)   | A     | Engin Kizilaslan  |
| 30 | Germania (bandiera)  | P     | Frank Kirn        |
| 34 | Turchia (bandiera)   | A     | Murat Gümüstas    |

## Organigramma societario
Area tecnica
- Allenatore: Uwe Weidemann
- Allenatore in seconda: Uwe Klein
- Preparatore dei portieri: Herbert Becker
- Preparatori atletici:
- Analisi video:

## Calciomercato

### Sessione estiva
| Acquisti | Acquisti          | Acquisti            | Acquisti |
| R.       | Nome              | da                  | Modalità |
| -------- | ----------------- | ------------------- | -------- |
| A        | Walter Otta       | Calgary Mustangs    |          |
| D        | Victor Bocchio    | Def. de Belgrano    |          |
| D        | Laurent Guthleber | Bourg-en-Bresse     |          |
| C        | Thomas Hoersen    | Rheydter SV         |          |
| C        | Tim Kruse         | Bayer Leverkusen II |          |
| C        | Markus Lösch      | Eintracht Treviri   |          |
| C        | Marcel Ndjeng     | Colonia II          |          |
| P        | Carsten Nulle     | RW Oberhausen       |          |
| A        | Marcel Podszus    | Borussia M'gladbach |          |
| A        | Gustav Policella  | Kickers Offenbach   |          |

| Cessioni | Cessioni         | Cessioni             | Cessioni |
| R.       | Nome             | a                    | Modalità |
| -------- | ---------------- | -------------------- | -------- |
| A        | Engin Kizilaslan | Yurdumspor           |          |
| C        | Robert Niestroj  | Sachsen Lipsia       |          |
| A        | Kamal Ouejdide   | Olympique de Valence |          |
| A        | Anthony Roche    | Yeovil Town          |          |
| D        | Frank Schön      | Wuppertal            |          |

## Risultati

### Regionalliga

#### Girone di andata
| Arbitro: | Frank |

|             |           |  |
| Fischer 74’ | Marcatori |  |

| Arbitro: | Lupp |

|                                    |           |          |
| Mayer 12’ Ndjeng 22’ Tytarchuk 90’ | Marcatori | 90’ Kuru |

| Arbitro: | Hoyzer |

|            |           |           |
| Präger 88’ | Marcatori | 15’ Kruse |

| Arbitro: | Steinhaus-Webb |

|  |           |          |
|  | Marcatori | 40’ Heun |

| Arbitro: | Henschel |

|  |           |                |
|  | Marcatori | 22’, 90’ Mayer |

| Wuppertal 28 agosto 2004, ore 14:00 CEST 6ª giornata | Wuppertal | 0 – 0 referto | Fortuna Düsseldorf | Stadion am Zoo (6 149 spett.)\| Arbitro: \| Anklam \| |
| Arbitro:                                             | Anklam    |               |                    |                                                       |

| Arbitro: | Bippen |

|                      |           |              |
| Molata 73’ Tutas 75’ | Marcatori | 81’ Lambertz |

| Arbitro: | Scheppe |

|  |           |                        |
|  | Marcatori | 36’ Ebbers 50’ Niedrig |

| Arbitro: | Hagen |

|                                              |           |  |
| Menga 15’ Reichenberger 26’, 34’ (rig.), 50’ | Marcatori |  |

| Arbitro: | Henschel |

|                               |           |                               |
| Bellinghausen 43’ Podszus 63’ | Marcatori | 34’ Mamoum 61’ Laas 75’ Hanke |

| Arbitro: | Joerend |

|                               |           |              |
| Mazingu-Dinzey 10’ Wojcik 23’ | Marcatori | 87’ Lambertz |

| Arbitro: | Gagelmann |

|                          |           |  |
| Policella 20’ Pasini 50’ | Marcatori |  |

| Arbitro: | Metzger |

|                                                 |           |                                          |
| Löbe 31’ Lorenz 55’ Donkov 61’ Spork 88’ (rig.) | Marcatori | 27’ Bocchio 56’ Ndjeng 85’ (rig.) Pasini |

| Arbitro: | Bippen |

|                                           |           |           |
| Bocchio 29’ (rig.) Mayer 31’ Lambertz 49’ | Marcatori | 13’ Loose |

| Arbitro: | Bornhorst |

|           |           |           |
| Solga 70’ | Marcatori | 56’ Mayer |

| 6 novembre 2004 16ª giornata |  | – turno di riposo |  |  |

| Arbitro: | Hagen |

|                          |           |                       |
| Mayer 28’ Kizilaslan 76’ | Marcatori | 32’ Kampf 36’ Türkmen |

| Arbitro: | Metzger |

|                          |           |            |
| Kanitz 24’ Fillinger 73’ | Marcatori | 69’ Pasini |

| Arbitro: | Schriever |

|            |           |                                        |
| Ndjeng 23’ | Marcatori | 24’ Schierenbeck 37’ Banecki 88’ Bauer |

#### Girone di ritorno
| Arbitro: | Thielert |

|                           |           |  |
| Policella 82’ Podszus 89’ | Marcatori |  |

| Arbitro: | Grudzinski |

|  |           |                             |
|  | Marcatori | 29’ Kruse 89’ (rig.) Böcker |

| Düsseldorf 19 febbraio 2005, ore 14:00 CET 22ª giornata | Fortuna Düsseldorf | 0 – 0 referto | Wolfsburg II | Paul-Janes-Stadion (4 700 spett.)\| Arbitro: \| Joerend \| |
| Arbitro:                                                | Joerend            |               |              |                                                            |

| Arbitro: | Steinhaus-Webb |

|          |           |           |
| Hopp 69’ | Marcatori | 78’ Božić |

| Düsseldorf 5 marzo 2005, ore 14:00 CET 24ª giornata | Fortuna Düsseldorf | 0 – 0 referto | Hertha Berlino II | Paul-Janes-Stadion (4 100 spett.)\| Arbitro: \| Bornhorst \| |
| Arbitro:                                            | Bornhorst          |               |                   |                                                              |

| Arbitro: | Schriever |

|                          |           |  |
| Policella 2’ Podszus 65’ | Marcatori |  |

| Arbitro: | Melms |

|  |           |                               |
|  | Marcatori | 6’ Sandmann 11’ Breitenreiter |

| Arbitro: | Frank |

|               |           |               |
| Achenbach 53’ | Marcatori | 11’ Policella |

| Arbitro: | Gräfe |

|                    |           |                          |
| Policella 10’, 14’ | Marcatori | 37’, 90’ (rig.) Feldhoff |

| Arbitro: | Lupp |

|  |           |           |
|  | Marcatori | 75’ Mayer |

| Arbitro: | Kemmling |

|                                     |           |  |
| Podszus 22’ Policella 29’ Mayer 83’ | Marcatori |  |

| Arbitro: | Bornhöft |

|             |           |                       |
| Persich 33’ | Marcatori | 83’ Kruse 85’ Podszus |

| Arbitro: | Schriever |

|               |           |          |
| Policella 52’ | Marcatori | 62’ Löbe |

| Arbitro: | Bornhorst |

|                        |           |                                 |
| Wieczorek 18’ Mehr 32’ | Marcatori | 59’ (rig.) Lorenzón 82’ Podszus |

| Arbitro: | Steinhaus-Webb |

|           |           |               |
| Mayer 53’ | Marcatori | 66’ Steegmann |

| 14 maggio 2005 35ª giornata |  | – turno di riposo |  |  |

| Arbitro: | Kleve |

|  |           |            |
|  | Marcatori | 65’ Böcker |

| Arbitro: | Grudzinski |

|             |           |  |
| Podszus 69’ | Marcatori |  |

| Arbitro: | Henschel |

|                      |           |           |
| Steegmann 11’ (aut.) | Marcatori | 55’ Kruse |

### Coppa di Germania
| Arbitro: | Trautmann |

|             |           |                                    |
| Podszus 10’ | Marcatori | 27’, 32’ (rig.) Madsen 57’ Lokvenc |

## Statistiche

### Statistiche di squadra
| Competizione      | Punti | In casa | In casa | In casa | In casa | In casa | In casa | In trasferta | In trasferta | In trasferta | In trasferta | In trasferta | In trasferta | Totale | Totale | Totale | Totale | Totale | Totale | DR |
| Competizione      | Punti | G       | V       | N       | P       | Gf      | Gs      | G            | V            | N            | P            | Gf           | Gs           | G      | V      | N      | P      | Gf     | Gs     | DR |
| ----------------- | ----- | ------- | ------- | ------- | ------- | ------- | ------- | ------------ | ------------ | ------------ | ------------ | ------------ | ------------ | ------ | ------ | ------ | ------ | ------ | ------ | -- |
| Regionalliga nord | 49    | 18      | 7       | 6       | 5       | 25      | 19      | 18           | 5            | 7            | 6            | 21           | 23           | 36     | 12     | 13     | 11     | 46     | 42     | +4 |
| Coppa di Germania | -     | 1       | 0       | 0       | 1       | 1       | 3       | 0            | 0            | 0            | 0            | 0            | 0            | 1      | 0      | 0      | 1      | 1      | 3      | -2 |
| Totale            | 49    | 19      | 7       | 6       | 6       | 26      | 22      | 18           | 5            | 7            | 6            | 21           | 23           | 37     | 12     | 13     | 12     | 47     | 45     | +2 |

### Andamento in campionato
| Giornata  | 1  | 2 | 3 | 4  | 5 | 6 | 7  | 8  | 9  | 10 | 11 | 12 | 13 | 14 | 15 | 16 | 17 | 18 | 19 | 20 | 21 | 22 | 23 | 24 | 25 | 26 | 27 | 28 | 29 | 30 | 31 | 32 | 33 | 34 | 35 | 36 | 37 | 38 |
| --------- | -- | - | - | -- | - | - | -- | -- | -- | -- | -- | -- | -- | -- | -- | -- | -- | -- | -- | -- | -- | -- | -- | -- | -- | -- | -- | -- | -- | -- | -- | -- | -- | -- | -- | -- | -- | -- |
| Luogo     | T  | C | T | C  | T | T | T  | C  | T  | C  | T  | C  | T  | C  | T  |    | C  | T  | C  | C  | T  | C  | T  | C  | C  | C  | T  | C  | T  | C  | T  | C  | T  | C  |    | T  | C  | T  |
| Risultato | P  | V | N | P  | V | N | P  | P  | P  | P  | P  | V  | P  | V  | N  |    | N  | P  | P  | V  | V  | N  | N  | N  | V  | P  | N  | N  | V  | V  | V  | N  | N  | N  |    | V  | V  | N  |
| Posizione | 16 | 9 | 6 | 12 | 8 | 8 | 10 | 13 | 15 | 15 | 15 | 15 | 15 | 14 | 14 | 15 | 15 | 16 | 16 | 15 | 14 | 14 | 14 | 13 | 11 | 12 | 14 | 15 | 13 | 11 | 10 | 10 | 10 | 9  | 11 | 10 | 10 | 8  |

Legenda:

Luogo: C = Casa; T = Trasferta. Risultato: V = Vittoria; N = Pareggio; P = Sconfitta.

### Statistiche dei giocatori
| Giocatore        | Regionalliga nord | Regionalliga nord | Regionalliga nord | Regionalliga nord | Coppa di Germania | Coppa di Germania | Coppa di Germania | Coppa di Germania | Totale   | Totale | Totale      | Totale     |
| Giocatore        | Presenze          | Reti              | Ammonizioni       | Espulsioni        | Presenze          | Reti              | Ammonizioni       | Espulsioni        | Presenze | Reti   | Ammonizioni | Espulsioni |
| ---------------- | ----------------- | ----------------- | ----------------- | ----------------- | ----------------- | ----------------- | ----------------- | ----------------- | -------- | ------ | ----------- | ---------- |
| B. Abelski       | 1                 | 0                 | 0                 | 0                 | 0                 | 0                 | 0                 | 0                 | 1        | 0      | 0           | 0          |
| A. Bellinghausen | 28                | 1                 | 2                 | 0                 | 0                 | 0                 | 0                 | 0                 | 28       | 1      | 2           | 0          |
| V. Bocchio       | 22                | 2                 | 3                 | 0                 | 1                 | 0                 | 1                 | 0                 | 23       | 2      | 4           | 0          |
| M. Božić         | 6                 | 1                 | 0                 | 0                 | 0                 | 0                 | 0                 | 0                 | 6        | 1      | 0           | 0          |
| D. Böcker        | 26                | 2                 | 9                 | 0                 | 1                 | 0                 | 0                 | 0                 | 27       | 2      | 9           | 0          |
| G. Bürk          | 20                | 0                 | 4                 | 0                 | 0                 | 0                 | 0                 | 0                 | 20       | 0      | 4           | 0          |
| P. Deuß          | 18                | 0                 | 0                 | 0                 | 0                 | 0                 | 0                 | 0                 | 18       | 0      | 0           | 0          |
| A. Fregene       | 8                 | 0                 | 0                 | 0                 | 1                 | 0                 | 0                 | 0                 | 9        | 0      | 0           | 0          |
| L. Guthleber     | 12                | 0                 | 1                 | 0                 | 0                 | 0                 | 0                 | 0                 | 12       | 0      | 1           | 0          |
| M. Gümüstas      | 5                 | 0                 | 0                 | 0                 | 0                 | 0                 | 0                 | 0                 | 5        | 0      | 0           | 0          |
| T. Hoersen       | 16                | 0                 | 2                 | 0                 | 1                 | 0                 | 0                 | 0                 | 17       | 0      | 2           | 0          |
| N. Hust          | 9                 | 0                 | 1                 | 0                 | 0                 | 0                 | 0                 | 0                 | 9        | 0      | 1           | 0          |
| F. Kirn          | 0                 | 0                 | 0                 | 0                 | 0                 | 0                 | 0                 | 0                 | 0        | 0      | 0           | 0          |
| E. Kizilaslan    | 20                | 1                 | 3                 | 0                 | 0                 | 0                 | 0                 | 0                 | 20       | 1      | 3           | 0          |
| T. Kruse         | 25                | 4                 | 9                 | 1                 | 1                 | 0                 | 0                 | 0                 | 26       | 4      | 9           | 1          |
| A. Lambertz      | 29                | 3                 | 2                 | 0                 | 1                 | 0                 | 0                 | 0                 | 30       | 3      | 2           | 0          |
| V. Lorenzón      | 17                | 1                 | 4                 | 0                 | 0                 | 0                 | 0                 | 0                 | 17       | 1      | 4           | 0          |
| M. Lösch         | 20                | 0                 | 1                 | 1                 | 1                 | 0                 | 0                 | 0                 | 21       | 0      | 1           | 1          |
| L. Marzok        | 9                 | 0                 | 0                 | 0                 | 0                 | 0                 | 0                 | 0                 | 9        | 0      | 0           | 0          |
| S. Matsumoto     | 6                 | 0                 | 0                 | 0                 | 1                 | 0                 | 0                 | 0                 | 7        | 0      | 0           | 0          |
| F. Mayer         | 28                | 9                 | 7                 | 0                 | 1                 | 0                 | 0                 | 0                 | 29       | 9      | 7           | 0          |
| M. Ndjeng        | 34                | 3                 | 1                 | 1                 | 1                 | 0                 | 0                 | 0                 | 35       | 3      | 1           | 1          |
| A. Neumeyer      | 2                 | 0                 | 0                 | 0                 | 1                 | 0                 | 0                 | 0                 | 3        | 0      | 0           | 0          |
| C. Nulle         | 18                | 0                 | 1                 | 0                 | 1                 | 0                 | 1                 | 0                 | 19       | 0      | 2           | 0          |
| W. Otta          | 9                 | 0                 | 0                 | 0                 | 0                 | 0                 | 0                 | 0                 | 9        | 0      | 0           | 0          |
| M. Pasini        | 24                | 3                 | 2                 | 0                 | 0                 | 0                 | 0                 | 0                 | 24       | 3      | 2           | 0          |
| M. Podszus       | 26                | 7                 | 1                 | 0                 | 1                 | 1                 | 0                 | 0                 | 27       | 8      | 1           | 0          |
| G. Policella     | 26                | 8                 | 4                 | 1                 | 0                 | 0                 | 0                 | 0                 | 26       | 8      | 4           | 1          |
| I. Pusic         | 3                 | 0                 | 0                 | 0                 | 0                 | 0                 | 0                 | 0                 | 3        | 0      | 0           | 0          |
| J. Steegmann     | 1                 | 0                 | 0                 | 0                 | 0                 | 0                 | 0                 | 0                 | 1        | 0      | 0           | 0          |
| S. Tytarchuk     | 9                 | 1                 | 0                 | 0                 | 1                 | 0                 | 0                 | 0                 | 10       | 1      | 0           | 0          |
| H. Çakır         | 15                | 0                 | 2                 | 0                 | 0                 | 0                 | 0                 | 0                 | 15       | 0      | 2           | 0          |